# Doug Scarratt
Doug Scarratt (* jako Douglas Scarratt; 7. září 1959) je britský heavymetalový kytarista. V roce 1996 nahradil Grahama Olivera ve skupině Saxon; prvním studiovým albem skupiny, na kterém se podílel je Unleash the Beast z roku 1997. V roce 2001 vydal společné album s bubeníkem skupiny Saxon Nigelem Glocklerem nazvané Mad Men and English Dogs.